# Willis Carrier
Willis Haviland Carrier (Angola (New York), 26 november 1876 – New York, 7 oktober 1950) was een Amerikaans ingenieur en uitvinder van de moderne airconditioning.

## Biografie
Carrier werd geboren in 1876 als zoon van Duane Williams Carrier (1836-1908) en Elizabeth R. Haviland (1845-1888). Hij studeerde aan de Cornell-universiteit alwaar hij in 1901 afstudeerde met een Bachelor of Science in Engineering. Een maand later trad hij als ingenieur in dienst van de Buffalo Forge Company, een bedrijf dat verwarmings- en ventilatiesystemen produceerde.
Carriers eerste klant was een drukkerij in Brooklyn, Sackett-Wilhelms Lithographing and Publishing. Veranderingen in temperatuur en vochtigheid brachten de inktspuitmonden uit lijn, waardoor kleurendruk problematisch werd. Carrier kreeg de opdracht een oplossing te vinden voor dit probleem. Op 17 juli 1902 kwam hij met de oplossing in vorm van wat nu algemeen erkend wordt als 's werelds eerste moderne airconditioningssysteem. Met sproeikoppen om de lucht af te koelen en er water aan te onttrekken slaagde Carrier erin om niet alleen de temperatuur te regelen, maar ook de luchtvochtigheid.
Na enkele jaren van verbeteringen en veldtesten verkreeg Carrier op 2 januari 1906 een Amerikaans patent voor zijn "Apparatus for Treating Air". Samen met nog zes jonge ingenieurs (J. Irving Lyle, Edward T. Murphy, L. Logan Lewis, Ernest T. Lyle, Frank Sanna, Alfred E. Stacey en Edmund P. Heckel) richtte hij in 1915 in New York de Carrier Engineering Corporation op, in 1979 overgenomen door United Technologies Corporation. De merknaam Carrier wordt nog steeds gebruikt voor airconditioners.
Voor zijn bijdragen aan de wetenschap en industrie werd Carrier in 1934 onderscheiden met de ASME-medaille en een Frank P. Brown Medal in 1942. Postuum werd hij in 1985 opgenomen in de National Inventors Hall of Fame en de Buffalo Science Museum Hall of Fames (2008).